# Episodi di A casa dei Loud (ottava stagione)
L'ottava stagione della serie animata A casa dei Loud, viene trasmessa negli Stati Uniti, da Nickelodeon, dal 10 giugno 2024.
In Italia andrà in onda dal 31 ottobre 2024 su Nickelodeon.
| nº | Titolo originale                         | Titolo italiano                             | Prima TV USA     | Prima TV Italia  |
| -- | ---------------------------------------- | ------------------------------------------- | ---------------- | ---------------- |
| 1  | Homeward Bound                           | Ritorno a casa                              | 10 giugno 2024   | 11 novembre 2024 |
| 1  | Pressure Cooker                          | Dolci a confronto                           | 11 giugno 2024   | 11 novembre 2024 |
| 2  | Steeling Thunder                         | Tuono d'acciaio                             | 12 giugno 2024   | 12 novembre 2024 |
| 2  | Be Careful What You Fish For             | Attento a cio' che peschi                   | 13 giugno 2024   | 12 novembre 2024 |
| 3  | Only Mime Will Tell                      | Solo il mimo potra' dirlo                   | 17 giugno 2024   | 13 novembre 2024 |
| 3  | The Winning Spirit                       | Lo spirito vincente                         | 18 giugno 2024   | 13 novembre 2024 |
| 4  | InTODDnito                               | InTODDnito                                  | 19 giugno 2024   | 14 novembre 2024 |
| 4  | Weather or Not                           | Bel tempo o no...                           | 20 giugno 2024   | 14 novembre 2024 |
| 5  | Europe Road Trip: A Knight to Remember   | Viaggio in Europa: Cavalier Mick Swagger    | 11 luglio 2025   | 15 novembre 2024 |
| 6  | Europe Road Trip: Nonna Your Business    | Viaggio in Europa: La pizza della nonna     | 18 luglio 2025   | 18 novembre 2024 |
| 6  | Europe Road Trip: Alpining Away          | Viaggio in Europa: Cotta sulle Alpi         | 18 luglio 2025   | 18 novembre 2024 |
| 7  | Europe Road Trip: A Bite in Transylvania | Viaggio in Europa: Un morso in Transilvania | 25 luglio 2025   | 19 novembre 2024 |
| 7  | Europe Road Trip: Greece Is the Word     | Viaggio in Europa: Mitica Grecia            | 25 luglio 2025   | 19 novembre 2024 |
| 8  | Kara-less Whisper                        | Una kara amica                              | 12 novembre 2024 | 20 novembre 2024 |
| 8  | Dollars and Scents                       | Profumo di soldi                            | 12 novembre 2024 | 20 novembre 2024 |
| 9  | Bulking and Sulking                      | Muscoli in cucina                           | 13 novembre 2024 | 21 novembre 2024 |
| 9  | Wild Goss Chase                          | Caccia al gossip                            | 14 novembre 2024 | 21 novembre 2024 |
| 10 | The Weakest Ink                          | Il tatuaggio del successo                   | 18 novembre 2024 | 22 novembre 2024 |
| 10 | Sales Forced                             | La regina delle vendite                     | 19 novembre 2024 | 22 novembre 2024 |
| 11 | Close Encounters of the Nerd Kind        | Incontri ravvicinati del tipo nerd          | 23 ottobre 2024  | 31 ottobre 2024  |
| 12 | Close Encounters of the Nerd Kind        | Incontri ravvicinati del tipo nerd          | 23 ottobre 2024  | 31 ottobre 2024  |
| 13 | Trouble Brewing                          | Guai al Chicco Bruciato                     | 20 novembre 2024 | 13 giugno 2025   |
| 13 | The Cling and I                          | La preferita di Lily                        | 21 novembre 2024 | 13 giugno 2025   |